# الشريد (فلم)
الشريد فيلم مصري تم إنتاجه عام 1942، بطولة آسيا داغر وزوزو نبيل وحسين رياض وزكي رستم ومن إخراج هنري بركات وهو أول فيلم قام بإخراجه بركات.

## فريق العمل
إخراج: هنري بركات

تأليف:
- هنري بركات (سيناريو)
- فتوح نشاطي (قصة)
- بيرم التونسي (حوار)
- محمد متولي (حوار)

إنتاج: لوتس فيلم (آسيا داغر)

### بطولة
- آسيا داغر
- زوزو نبيل
- حسين رياض
- زكي رستم
- محمد توفيق
- ثريا فخرى
- فيكتوريا حبيقة
- سرينا إبراهيم
- أمينة نور الدين
- سعيد خليل

## روابط خارجية
- مقالات تستعمل روابط فنية بلا صلة مع ويكي بيانات